# Louis Artus
Pour les articles homonymes, voir Artus.
Louis Charles Artus est un écrivain français, né le 10 janvier 1870 à Paris VIIIe et mort le 11 mai 1960 à Paris VIe.

## Biographie
Auteur dramatique, vaudevilliste, romancier et critique, il commence sa carrière par des pièces en vers comme La Duchesse Putiphar. Après des études chez les jésuites (en France et en Angleterre) Louis Artus, qui fréquente assidûment les milieux littéraires, collabore à différents journaux, comme Le Gaulois, Excelsior, L'Intransigeant, Le Petit Journal, etc. Il est un proche de Marcel Proust, une avenue de Cabourg porte son nom.
Par la suite, il se révèle profondément chrétien, séduit par le mysticisme du Moyen Âge, et écrit plusieurs romans d'inspiration catholique.
Après la seconde guerre mondiale, collabore à Carrefour[réf. souhaitée], hebdomadaire d'inspiration démocrate-chrétienne (puis gaulliste après 1947), né après la Libération de Paris, comme émanation du mouvement de résistance du Groupe de la rue de Lille.
En 1946, candidat à l'Académie française, il est battu par Marcel Pagnol.

## Théâtre
Comme auteur :
- 1892 : Clématite, comédie en un acte, au théâtre des Nouveautés (Alger) (5 novembre)
- 1895 : Le Dernier Pierrot, comédie en un acte, au théâtre d'Application (29 mars)
- 1898 : La Culotte, vaudeville en trois actes, avec André Sylvane, au théâtre du Palais-Royal (25 février)
- 1898 : Les Vieux péchés, comédie en un acte, au théâtre des Capucines (24 mai)
- 1899 : Une terrible affaire, fantaisie en un acte, au théâtre du Havre (29 octobre)
- 1903 : Le Droit de la femme, comédie en un acte, au théâtre du Gymnase (20 décembre)
- 1905 : Cœur de moineau, comédie en quatre actes, au théâtre de l'Athénée (5 mai)
- 1906 : La Ponette, comédie en quatre actes, avec Edouard Dujardin, au théâtre de l'Athénée (28 novembre)
- 1907 : L'Amour en banque, comédie en trois actes, au théâtre des Variétés (24 octobre)
- 1907 : L'Ingénu libertin, opérette en trois actes, musique de Claude Terrasse, au théâtre des Bouffes-Parisiens (11 décembre)
- 1910 : Le Petit Dieu, comédie en quatre actes, au théâtre de l'Athénée (8 octobre)
- 1911 : Les midinettes, comédie en quatre actes, au théâtre des Variétés (31 janvier)
- 1929 : Un homme d'hier, comédie en quatre actes, au théâtre de la Renaissance (19 avril)

Comme acteur :
- 1909 : Beethoven de René Fauchois, mise en scène André Antoine, Théâtre de l'Odéon

## Œuvre romanesque
- La Maison du fou (chronique de Saint-Léonard), éd. Emile-Paul frères, 1918
- La Maison du sage (histoire d'un crime), éd. Emile-Paul frères, 1920
- Le Vin de ta vigne (nouvelle chronique de Saint-Léonard), éd. Emile-Paul frères, 1922
- La chercheuse d'amour, éd. Bernard Grasset, 1926
- Les chiens de Dieu, éd. Bernard Grasset, 1928
- Au soir de Port-Royal, éd. Bernard Grasset, 1930
- Deux pirates et une amoureuse, éd. Baudinière, 1931
- Paix sur la terre ?, éd. Bernard Grasset, 1932
- L'hérésie du bonheur, éd. Plon, 1939
- La plus belle histoire d'amour du monde, éd. Denoël, 1945